# Linau (Lingga Utara)
Linau is een bestuurslaag in het regentschap Lingga van de provincie Riau-archipel, Indonesië. Linau telt 613 inwoners (volkstelling 2010).